# Nick Barnett
(en) Statistiques sur pro-football-reference
Nicholas Alexander Barnett (né le 27 mai 1981 à Fontana) est un joueur américain de football américain.

## Enfance
Barnett fait ses études à la Fontana A.B. Miller High School dans sa ville natale de Fontana. Il entre ensuite à l'université d'État de l'Oregon.

## Carrière

### Universitaire
Lors de sa première saison en 1999 avec les Beavers, il entre au cours des douze matchs et fait onze tacles. En 2000, il commence à grignoter du temps de jeu jouant douze matchs (dont cinq comme titulaire), effectuant quarante-quatre tacles. En 2001 et 2002, il joue onze matchs comme titulaire et treize matchs titulaire, impressionnant par ses statistiques avec notamment 121 tacles au cours de la saison 2002.

### Professionnelle
Nick Barnett est sélectionné lors du premier tour du draft de la NFL de 2003, au 29e choix par les Packers de Green Bay. En 2003, il est projeté dans le bain en étant titulaire et ne fait pas regretter ses entraineurs, interceptant trois passes et provoquant un fumble. Il fait aussi 89 tacles. L'année suivante, il joue tous les matchs comme titulaire et fait trois sacks, une interception et 92 tacles. En 2005, il retourne une interception en touchdown, retournant tout le terrain, courant 95 yards.
En 2006, il fait deux sacks, deux interceptions ainsi que quatre-vingt-onze tacles. Le 10 avril 2007, il signe une prolongation de contrat de 34,85 millions de dollars de six ans. Après une saison 2007 correcte, les statistiques de Barnett commencent à baisser. En 2008, il ne joue que neuf matchs à cause d'une blessure au ligament du genou contre les Vikings du Minnesota. Il revient en 2009, faisant tous les matchs et taclant à 81 reprises. Mais en 2010, il se blesse sérieusement contre les Lions de Detroit, l'obligeant à laisser ses coéquipiers pour le reste de la saison.
Le 31 juillet 2011, il signe un contrat de trois ans avec les Bills de Buffalo pour 12 millions de dollars.